# Eurocopter Super Puma
Aérospatiale/Eurocopter AS332/EC225 Super Puma – średni, dwusilnikowy śmigłowiec transportowy zaprojektowany i produkowany przez francuską firmę Aérospatiale, a później przez europejskie konsorcjum Eurocopter Group. Większa wersja rozwojowa śmigłowca Aérospatiale SA 330 Puma, używana przeważnie do obsługi platform wiertniczych i innych celów cywilnych.

## Historia

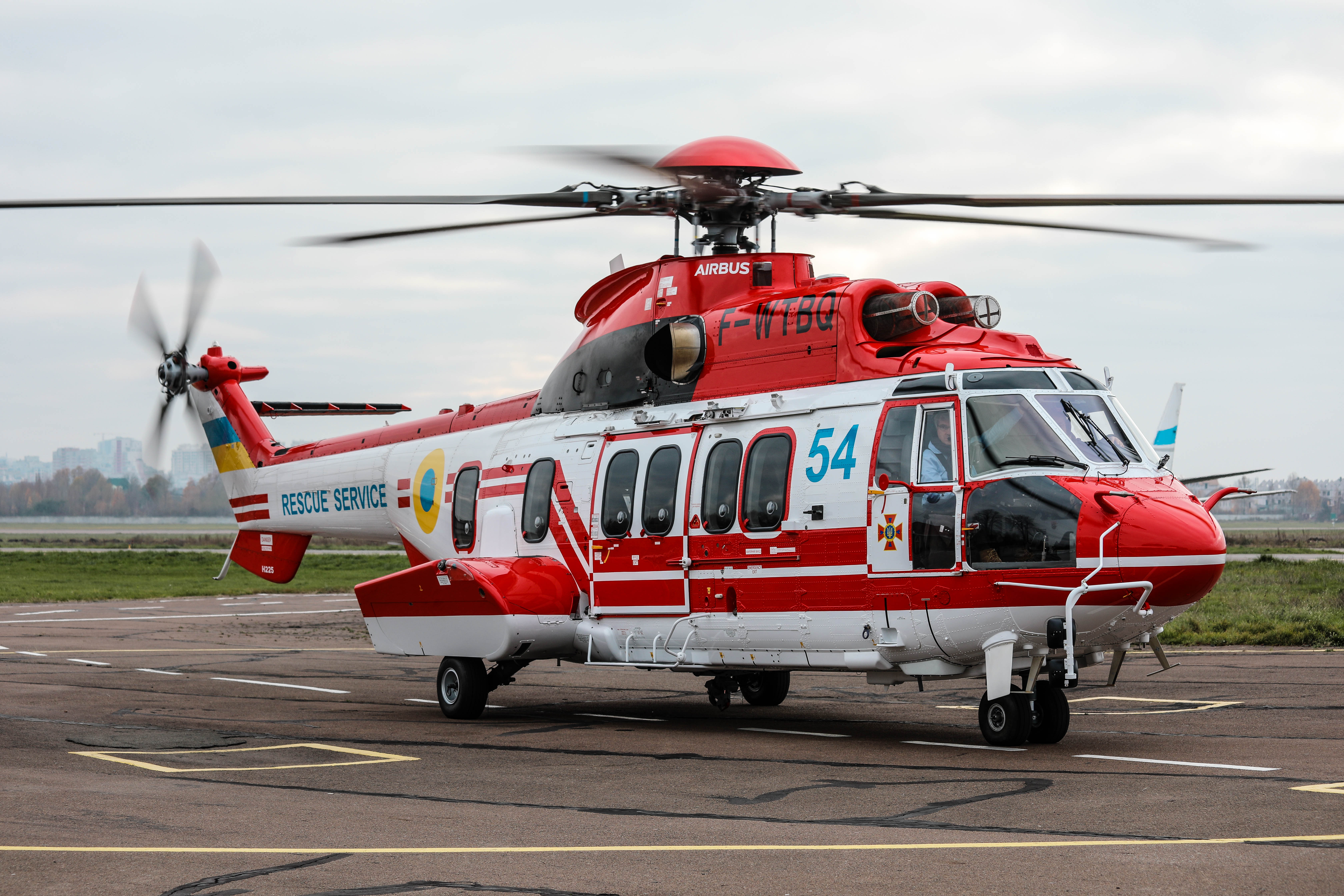
Egzemplarz śmigłowca, który rozbił się w Browarach na Ukrainie 18 stycznia 2023 roku. Fotografia z listopada 2020 roku.

Nowa jednostka napędowa dla śmigłowców, model Makila produkcji Turbomeca, w porównaniu do poprzednika posiadała moc stałą 1330 kW (1800 KM) i 20% zmniejszenie zużycia paliwa. Decyzją konstruktorów nowy płatowiec był rozwijany więc pod istniejący silnik. Dwa prototypy 02 i 5 zostały przeznaczone do badań w locie i stosowaniu nowych rozwiązań. Inżynierowie Aérospatiale planowali wyposażyć Super Pumę w wirnik ogonowy typu fenestron, ale ze względu na brak zauważalnych zalet tego rozwiązania ujawnionych podczas testów, postanowiono zastosować wirnik klasyczny. Zastosowano natomiast nową głowicę wirnika nośnego. Przy jej budowie zastosowano elementy elastomerowe w miejsce przegubowych. Elastyczne zawszenia wirnika odkształcały się, pozwalając na prawidłową pracę silnika. Rozwiązanie uprościło budowę głowicy i obsługę techniczną wynikając z mniejszej ilości punktów smarowania. Wirnik pozostawał kompozytowy. 
Z całości kadłuba zaprojektowane jako pierwsze zostało nowe podwozie, które było szersze i dzięki wahaczom wleczonym pochłaniało 25% energii lądowania. W kadłubie dodano szereg foteli i okna po bokach. Nos przebudowano na bardziej aerodynamiczny wydłużając go, co pozwoliło również zamontować w przyszłości radar. Belka ogonowa została wydłużona o 27 cm, krawędź natarcia statecznika pionowego została pogrubiona oraz dodano większych rozmiarów płetwę dolną. Wzmocnione zostały: podłoga, wręgi kadłuba, płyta sufitowa, mocowanie silników i przekładni głównej. Wymieniony został system autopilota, który w przypadku awarii oddawał sterowanie dwuosobowej załodze. Z powodu dostosowania śmigłowca do obsługi jednoosobowej część systemów uzyskała automatyzację. Pierwszy śmigłowiec nr 01 o numerach F-WZJA został oblatany 13 września 1978 roku i do końca następnego roku wylatał 330 godzin, przy przebudowach i testach. 17 lipca 1980 roku uszkodzona została podczas jednego z lotów łopata wirnika, a upadek maszyny uszkodził ją, co spowodowało jej wycofanie z użycia.
Produkcja seryjna rozpoczęta została w lutym 1980 roku. Numery fabryczne rozpoczynały się od 2001 (F-WZJK). Uzyskano parametry:
- prędkość przelotowa 285 km/h (154 węzły) przy masie 7800 kg,
- prędkość przelotowa 319 km/h (172 węzły) przy masie 6500 kg.

Śmigłowiec nr 2002 przeznaczono na 500-godzinny test obciążeniowy, a nr 2003 do prób wojskowych. Maszynę nr 2001 wysłano do Egiptu celem badań pracy w temperaturze 46 °C i do Kanady dla temperatur ujemnych. 24 kwietnia 1981 roku wydano certyfikat do lotów w warunkach VFR i IFR kategorii A i B przy masie 7-8 ton.
10 października 1980 oblatano dłuższą o 76,5 cm wersję oznaczoną jako AS332L, a certyfikowano ją w roku 1985. Ulepszona wersja przedłużonej Pumy, AS332L1 z nowymi silnikami Turboméca Makila 1A1 pojawiła się w 1986 roku. 31 specjalnie wyposażonych egzemplarzy tej wersji, używanych na platformach wiertniczych na Morzu Północnym przez firmę Bristow Helicopters zostało oznaczonych jako Tiger.
Pierwszym cywilnym nabywcą była firma Tyrolean Airways, która zwróciła go wytwórni, a egzemplarz nr 2002 trafił do Helog AG. W Stanach Zjednoczonych 12 sztuk śmigłowa w wersji C, zakupiła firma Petroleum Helicopters. Śmigłowce nigdy nie zakupiono zostały przez armię Angielską i Francuską, która zakupiła tylko kilka sztuk do ochrony Centrum Testów Nuklearnych na atolu Mururoa w 1984 roku. Hiszpania zakupiła 12 sztuk dla Sił Powietrznych do przewozu VIP i SAR. Śmigłowiec został zakupiony także przez Argentynę, Brazylię, Chile, Nigerie, Ekwador, Zjednoczone Emiraty Arabskie i Oman. W 1983 roku opracowano wersję morską z zabezpieczeniami antykorozyjnymi i pływakami.
Obecnie AS332L1 jest wciąż produkowany, ale sukcesywnie zastępuje go zmodyfikowana wersja AS332L2 Super Puma Mk II, charakteryzująca się jeszcze dłuższym kadłubem umożliwiającym zainstalowanie dodatkowego rzędu siedzeń, nową awioniką, nowym typem głowicy oraz dłuższymi łopatami wirnika głównego. Typ L2 został certyfikowany w 1992 roku. Produkowany jest także w wersji wojskowej jako Eurocopter EC725 Super Cougar.